# Har Chermonit
Har Chermonit (hebrejsky: הר חרמונית, doslova „Malý Hermon“, arabsky: تل الشيخ, Tal as-Šajcha) je hora sopečného původu o nadmořské výšce 1211 metrů na Golanských výšinách, na syrském území od roku 1967 obsazeným Izraelem. Po hoře Har Varda jde o druhý nejvyšší bod Golanských výšin (kromě masivu Hermonu).
Nachází se v severovýchodní části Golanských výšin, 23 kilometrů severovýchodně od města Kacrin a devět kilometrů jižně od města Madždal Šams, asi tři kilometry od linie izraelské kontroly. Na severozápadním úbočí hory se rozkládá drúzské město Buk'ata. Západně odtud stojí vesnice El Rom.
Har Chermonit je součástí pásu vrcholů sopečného původu, které lemují východní okraj Golanských výšin. Severně odtud na něj navazuje hora Har Varda. Vrcholek hory je začleněn do přírodní rezervace o ploše 1855 dunamů (1,855 kilometru čtverečního). Během jomkipurské války v roce 1973 se v okolí Har Chermonit odehrávaly těžké boje mezi izraelskou armádou a syrskými vojsky – takzvaná Bitva v Údolí slz. V této tankové bitvě stálo zhruba 200 izraelských tanků Centurion proti 1500 tanků a obrněných vozidel Sýrie. Syřané měli ve výzbroji mimo jiné i nejnovější tanky T-62. Bitva trvala v kuse 50 hodin a syrské obrněné síly navzdory své početní převaze utrpěly porážku. Tato bitva byla největší tankovou bitvou od skončení druhé světové války.